# Кохтла (станция)
Ко́хтла (эст. Kohtla raudteejaam) — железнодорожная станция в Кохтла-Нымме на линии Таллин — Нарва. Находится на расстоянии 153 км от Балтийского вокзала.
На станции Кохтла не останавливаются пассажирские поезда Elron восточного направления Таллин - Нарва. . В общей сложности станция включает 10 путей и 30 стрелочных переводов. Кроме того, с обоих концов станции отходят две промышленные железнодорожные ветки в направлении Кохтла-Ярве: одна принадлежит AS Viru Keemia Grupp, а другая — AS Nitrofert. На станции Кохтла находится одна низкая платформа длиной 330 м, которая больше не используется. До конца 2014 года была открыта временная деревянная платформа высотой 550 мм и длиной 35 м.

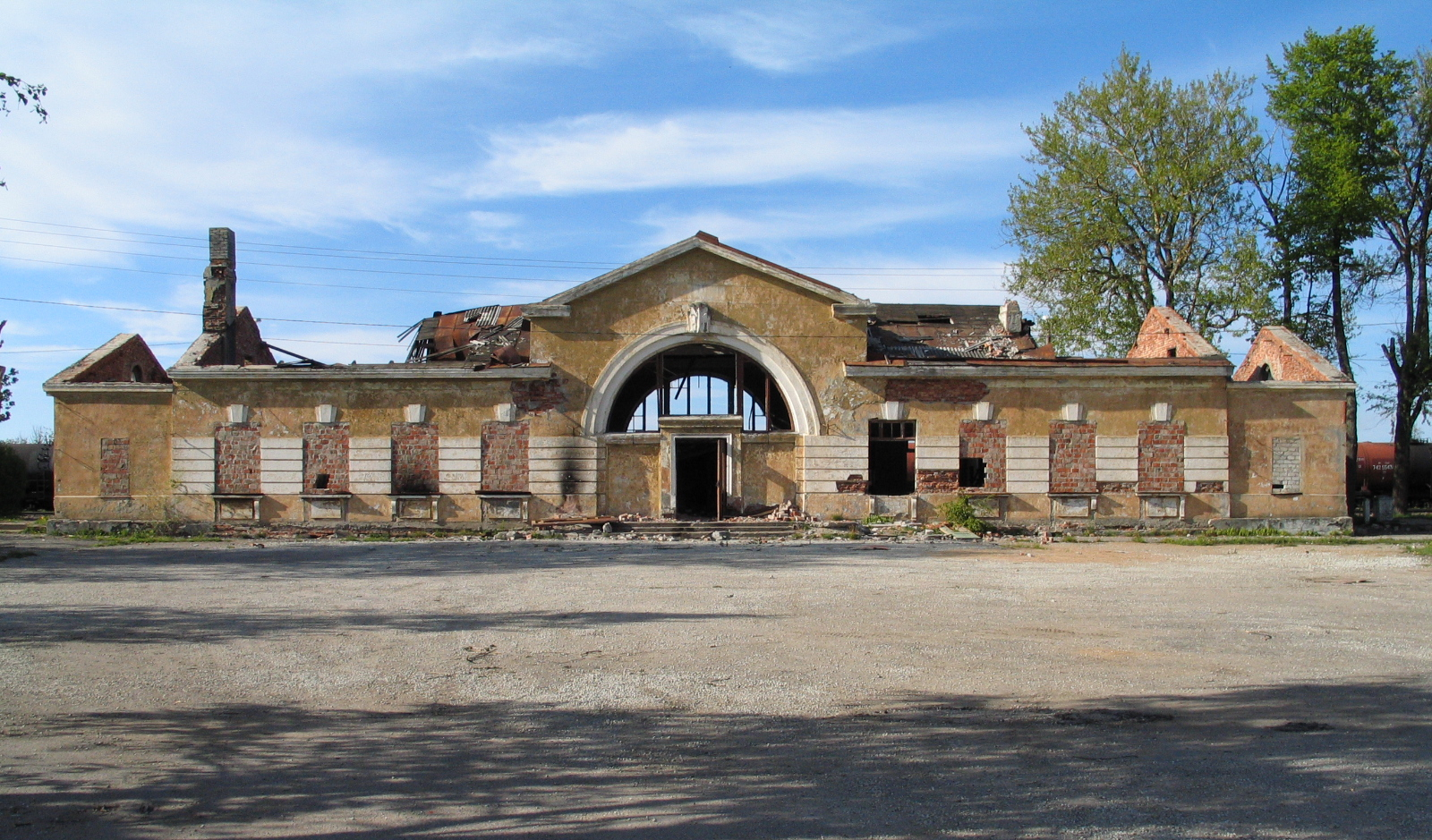
Станционное здание Кохтла до сноса

## История
Железнодорожная станция Кохтла была построена в 1876 году.
Первое здание станции было построено по типовому проекту, аналогичному зданиям станций Кехра, Лехтсе и Аувере. Во время Второй мировой войны здание было разрушено, и на его месте в 1948 году было построено новое каменное здание в стиле сталинской архитектуры (аналогичное зданию станции Вильянди), которое было снесено в 2005 году.
Ранее на станции Кохтла останавливались пассажирские поезда Elron на маршруте Таллин — Нарва. С 16 декабря 2014 года поезда вместо станции Кохтла останавливаются в 1,5 км западнее, на остановочном пункте Кохтла-Нымме.